# Grado di cristallinità
Il grado di cristallinità di un materiale (spesso indicato con "ϰ") è una grandezza che indica la percentuale di materiale che si trova allo stato cristallino rispetto alla quantità totale.
A seconda del modo in cui esprimiamo la quantità di materiale, si parla più precisamente di grado di cristallinità "massico" (ϰm) oppure "volumetrico" (ϰv).
I valori del grado di cristallinità dipendono sia dalla natura chimica del materiale sia dal modo in cui esso è prodotto, lavorato e utilizzato.
In generale, il grado di cristallinità varia da 0 (per materiali completamente amorfi) a 1 (per materiali completamente cristallini). I materiali che presentano valori del grado di cristallinità compresi tra 0 e 1 sono detti "semicristallini".

## Misura del grado di cristallinità

Variazione del volume specifico con la temperatura per un materiale amorfo, semicristallino e cristallino. Sono indicate la temperatura di fusione (Tm e Tm') e la temperatura di transizione vetrosa (Tg).

Per la stima del grado di cristallinità si possono utilizzare le seguenti metodologie:
- diffrattometria a raggi X;
- calorimetria differenziale a scansione;
- densimetria;
- risonanza magnetica nucleare;
- spettroscopia infrarossa.

In particolare la densimetria è una tecnica che consiste nell'indagare la variazione del volume specifico al variare della temperatura; dai risultati di tale metodica è possibile stabilire se un materiale è amorfo, semicristallino o cristallino:
- nel caso di un materiale amorfo, si ha un aumento graduale del volume specifico, con una variazione di pendenza in corrispondenza della temperatura di transizione vetrosa;
- nel caso di un materiale cristallino, si ha una brusca variazione di pendenza in corrispondenza della temperatura di fusione; infatti in corrispondenza della temperatura di fusione avviene una trasformazione di fase solido-liquido a temperatura costante;
- nel caso di un materiale semicristallino, si ha un comportamento intermedio tra i due casi precedenti.

## Cristallinità dei polimeri

Struttura microscopica di una sferulite di una materia plastica: si notano zone cristalline ("a zig-zag") inserite all'interno di zone amorfe. Una stessa macromolecola in genere presenta zone nella fase amorfa e zone nella fase cristallina.

Le materie plastiche sono costituite da lunghe catene polimeriche; il grado di cristallinità dei materiali polimerici è maggiore se tali catene polimeriche sono allineate tra loro. La presenza nella macromolecola di gruppi funzionali stericamente ingombranti e la mancanza di tassia ostacolano l'allineamento delle catene polimeriche, quindi abbassano il grado di cristallinità.
Quindi i polimeri sindiotattici presentano maggiore cristallinità rispetto ai polimeri atattici.
Nel caso delle materie plastiche, il grado di cristallinità è in genere intorno al 20÷80%. Nel caso del polietilene ad alta densità (HDPE) si possono raggiungere valori intorno al 95%. Anche le fibre aramidiche (tra cui Nomex e Kevlar) presentano elevati valori di cristallinità.

## Cristallinità delle rocce
In ambito geologico, le rocce possono essere classificate nelle seguenti categorie, in base al loro grado di cristallinità:
- rocce olocristalline: completamente cristalline;
- rocce ipocristalline: parzialmente cristalline; i cristalli sono immersi in una matrice amorfa;
- rocce ipoialine: parzialmente amorfe;
- rocce oloialine: completamente amorfe (ad esempio ossidiana).

## Influenza del grado di cristallinità sulle proprietà del materiale
Materiali con un alto grado di cristallinità sono in genere più duri, più densi, meno trasparenti e presentano un coefficiente di diffusione di materia minore.
Ad esempio, il PET in forma cristallina presenta una densità di 1,499 g/cm3, mentre in forma amorfa presenta una densità di 1,336 g/cm3.